# 雀屎咖啡
雀屎咖啡，原名为Jacu Bird Coffee，是一种于巴西里约热内卢原产的一种与猫屎咖啡同类型的咖啡，产量甚至比猫屎咖啡还要稀少，价钱达到一万多元一小包，只能冲几杯。